# Het huis met de dwergen
Het huis met de dwergen is een hoorspel van Marianne Colijn. De NCRV zond het uit op vrijdag 20 oktober 1967. De regisseur was Ab van Eyk. De uitzending duurde 30 minuten.

## Rolbezetting
- Maria Lindes (jonge vrouw)
- Wiesje Bouwmeester (madame Mantoux)
- Paul Deen (Jacques)

## Inhoud
Een jonge vrouw ziet het huis terug – het huis met de tuindwergen – dat zij precies een jaar geleden onder dramatische omstandigheden verliet. Het dorp dat zij binnenrijdt, ligt stil in de hitte. Alle luiken van de huizen zijn gesloten. Een enkele kip scharrelt slaperig tokkend op de weg. Verder is er geen levende ziel te bekennen. Ze rijdt langs de kerk, langs het huis van de pastoor, langs de driesprong met de kruislieveheer en het kruidenierswinkeltje. Ze rijdt zo langzaam als ze kan zonder op te vallen en kijkt naar de dwergen op het huis. Ze zitten er nog, gehurkt, de handen op de knieën, links en rechts van het suikerbroodtorentje in het midden van de gevel. Naakt en groen met felrode neuzen zitten ze naar elkaar te kijken, grijnzend om een grap die niemand begrijpt. Net als toen: hetzelfde gifgroen, hetzelfde menierood. Ze worden bepaald nog elk jaar opgeschilderd… Het huis ligt wit te blikkeren in de hitte. De groene luiken zijn gesloten. Een paar kippen stuiven kakelend uiteen. Stof wolkt op achter de auto. Zal ze parkeren op de oude plaats onder de notenboom, uitstappen en naar binnen gaan, en doen alsof er niets gebeurd is? Alsof nooit en nooit die afgrijselijke nacht in haar leven is geweest?